# Эстафета (картина)
«Эстафе́та» (часто встречающееся в искусствоведческой литературе название — «Эстафе́та по кольцу́ „Б“»; на некоторых выставках полотно экспонировалось под названием «Эстафета по Садовому кольцу») — одна из самых известных картин советского художника Александра Дейнеки, созданная в 1947 году. Сам Дейнека писал, что на создание картины его вдохновила легкоатлетическая эстафета, проходившая по Садовому кольцу («Кольцу „Б“») в Москве в мае того же года. Художник указывал и точное место действия — Садовое кольцо, около улицы Чайковского, на которой он сам в то время проживал. По предположению ряда искусствоведов, Дейнека разместил на полотне автопортрет, но изобразил себя так, как выглядел на фотографиях 1930-х годов — за пятнадцать лет до того. Во второй половине 1940-х годов «Эстафета по кольцу „Б“» укрепила репутацию Александра Дейнеки как одного из ведущих советских живописцев — интерпретаторов темы спорта. В настоящее время картина демонстрируется в постоянной экспозиции Государственной Третьяковской галереи.
Картина была представлена на многочисленных всесоюзных, всероссийских и международных выставках. На Всемирной выставке 1958 года в Брюсселе Александр Дейнека за неё и другие представленные здесь работы (панно советского павильона «За мир» и картины «Оборона Петрограда» и «Окраина Москвы. 1941 год») был награждён золотой медалью выставки.
Картина «Эстафета по кольцу „Б“» привлекала интерес советских и современных российских искусствоведов (среди них академик Российской академии художеств, кандидат искусствоведения Владимир Сысоев, кандидат искусствоведения Пётр Черёмушкин, доктор педагогических наук и член Союза художников России Евгений Шорохов, художник-плакатист и литератор Нина Ватолина). Подробно анализирует полотно в книге «Спорт в СССР. Физическая культура — визуальная культура» (2010) доктор философии, профессор Бристольского университета Майк О’Махоуни.

## Сюжет и особенности трактовки

Автопортрет художника на картине (дальний мужчина, стоящий за мальчиком)

Александр Дейнека указывал в своих статьях точное место действия картины — Садовое кольцо, около улицы Чайковского. Художник изобразил три пары спортсменов (трое юношей и три девушки). За ними — пустое Садовое кольцо. Британский искусствовед, доктор философии Майк О’Махоуни считал, что шесть изображённых персонажей — единственные участники данного этапа и лучшие представители своих команд. Композиция строится вокруг белой линии на асфальте, которая обозначает финиш одного этапа и старт следующего. Атлеты приближаются к ней или удаляются от неё. Девушки Дейнеки буквально передают эстафетную палочку мужчинам — именно юноши побегут следующий отрезок. Движение в картине происходит по диагонали, что, с точки зрения доктора педагогических наук и члена Союза художников России Евгения Шорохова, усиливает динамизм.

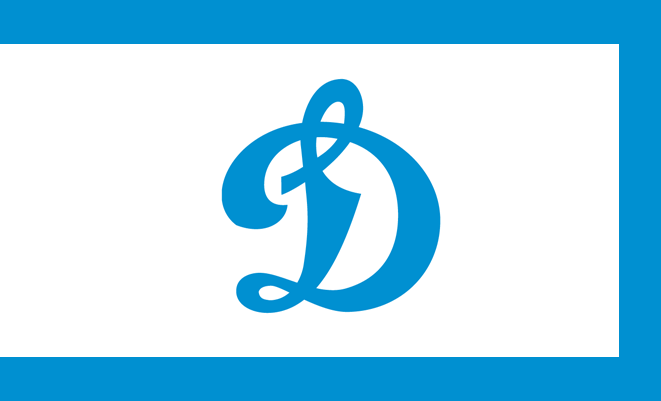
Флаг спортивного общества «Динамо» в 1923 году

Зрителей легкоатлетической эстафеты художник разместил на правой передней стороне полотна. Из шести различимых здесь фигур: три — женщины, двое — мужчины, один — мальчик. На двух женщинах нарядные платья, на девушке на первом плане — модные туфли. Мужчина в глубине справа одет в тренировочный костюм, что выдаёт в нём физкультурника. На груди у него буквы «СССР», что, по мнению британского искусствоведа О’Махоуни, указывает на спортсмена высокого уровня, вероятно, выезжающего на соревнования за рубеж. Мальчик стоит ближе всех к бегущим, и, по мнению О’Махоуни, этим художник показывает его желание присоединиться к спортсменам. Находящаяся вдали от зрителя фигура в этой же группе — предположительно, автопортрет художника. О’Махоуни отмечает уверенную посадку головы этого персонажа и чёткий профиль. Изобразив себя среди персонажей сцены, художник, по мнению кандидата искусствоведения Владимира Сысоева, хотел этим сказать, что сам находится «в самой гуще повседневной действительности, среди своих любимых героев». Александр Дейнека и прежде пропагандировал физическую культуру через автопортреты. В 1947 году ему было больше сорока лет; его физическая форма в действительности оставляла желать лучшего. По предположению ряда искусствоведов, Дейнека изобразил себя так, как выглядел на фотографиях 1930-х годов — за пятнадцать лет до того. На следующий год Дейнека написал в полный рост автопортрет в облике спортсмена, однако голова художника совмещена там с телом более молодого натурщика.
Дейнека включил в картину архитектурные образы: три многоэтажных здания, они играют роль доминант в композиции, они же являются композиционной рамкой. В сравнении с довоенными работами художника полотно отличается тщательностью проработки деталей. Художник на первом плане прописывает трещины на асфальте, остановившийся у края улицы троллейбус, флаги и другие носители символики спортивного общества «Динамо» — голубой буквы «Д» на белом фоне.

## История создания и судьба картины

### Легкоатлетическая эстафета по Садовому кольцу и Александр Дейнека
Во второй половине 1940-х годов в жизни художника происходят серьёзные изменения. В марте 1945 года он был назначен директором недавно созданного Московского института прикладного и декоративного искусства, параллельно с административной работой вёл занятия на факультете монументальной живописи. В апреле 1947 года Александр Дейнека был утверждён ещё и в должности заведующего кафедрой декоративной скульптуры этого вуза. Также он продолжал работать над крупными государственными заказами. Например, ему было поручено создать целую серию полотен на тему «Творцы индустриальных гигантов». Именно в это время Дейнека начинает работать над рисунками и эскизами декоративно-прикладных изделий, таких как посуда, детские игрушки, ширмы, декоративные панно, вазы, витражи, даже дверные ручки. Всё это отнимало время от занятия станковой живописью.
Художник создал картину «Эстафета» после возвращения из поездки в Вену, где участвовал в проведении Выставки произведений мастеров советского искусства (она проходила с 20 февраля по 16 марта, вернулся Дейнека в СССР 9 апреля). В 1947 году он проживал в Доме Наркомфина (в доме 25 по улице Чайковского), рядом с которым проходила традиционная Легкоатлетическая эстафета по Садовому кольцу. Дейнека писал, что на создание картины «Эстафета по кольцу „Б“» его вдохновила легкоатлетическая эстафета, проходившая по Садовому кольцу («Кольцу „Б“») в мае 1947 года. Замысел художника — воспроизвести множество фигур, помещённых в реальную, хорошо узнаваемую городскую среду.

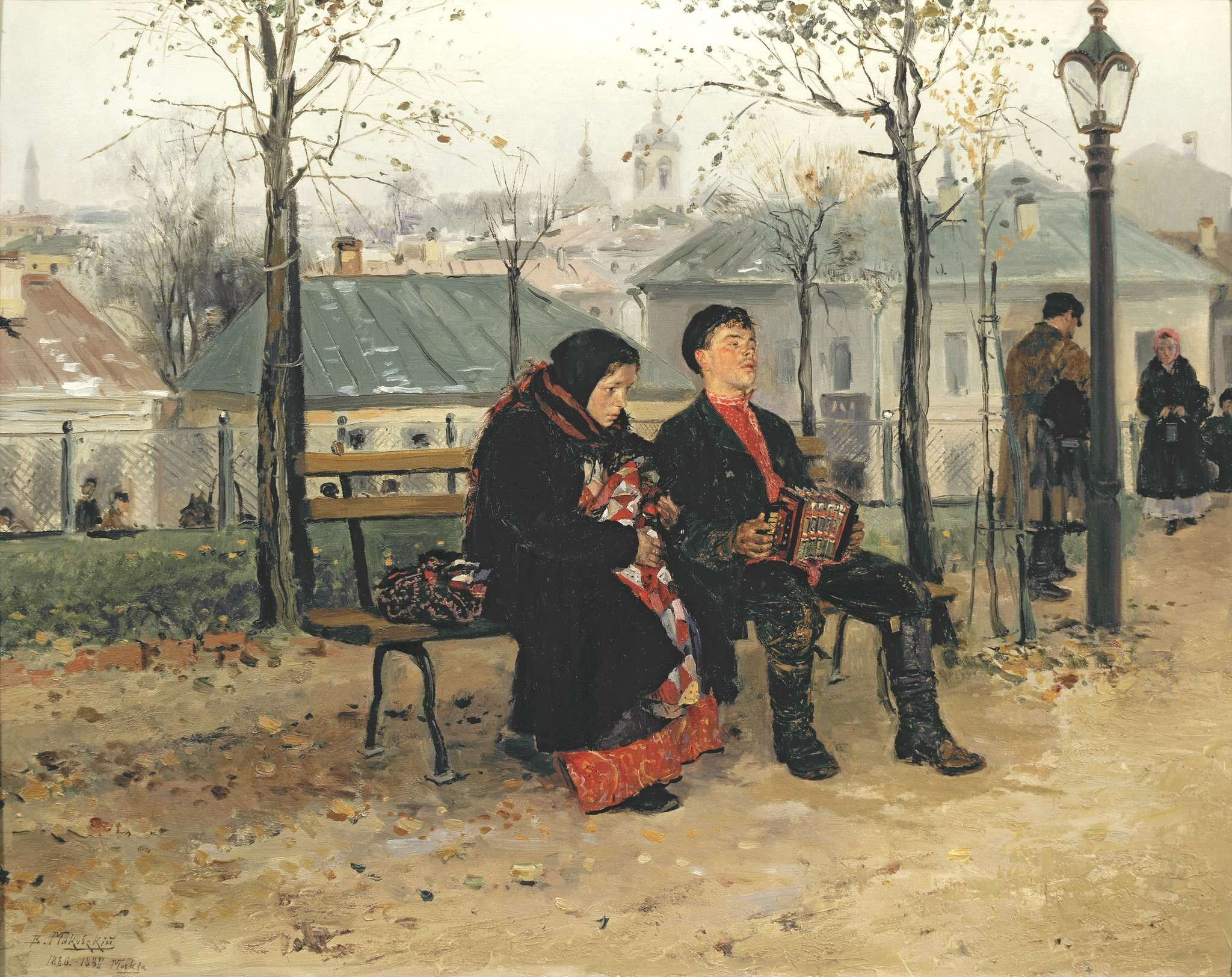
Владимир Маковский. На бульваре (1886—1887, Третьяковская галерея)

Художник своими глазами наблюдал забег. Военный лётчик, журналист и писатель Иван Рахилло в своей книге «Серебряный переулок» подробно описал впечатления Александра Дейнеки от Легкоатлетического кросса по Садовому кольцу. Он писал, что в это утро вышел с Дейнекой на прогулку. Улицы были украшены спортивными флагами в честь эстафеты. Между друзьями началась беседа о том, как меняется Москва: асфальтированная магистраль вместо тенистых бульваров со столетними дубами и липами, по неровному булыжнику которых стучат копыта лошадей, колёса подвод и пролёток, праздно шатаются подвыпившие мастеровые с безразличием и скукой на лицах. Обоим вспомнилась картина Владимира Маковского «На московском [так у автора] бульваре». Рахилло вспоминал, что во время забега светловолосая девушка в голубой майке первой достигла установленного рубежа и передала эстафетную палочку парню «со странно короткими для бегуна ногами». Он уронил её на асфальт, поэтому в лидеры вырвался загорелый юноша в форме общества «Буревестник». Тем не менее парень с короткими ногами настиг его и далеко оторвался от конкурентов под аплодисменты и одобрительный гул восхищённой толпы.
Рахилло описывал свои наблюдения за Дейнекой во время состязания: «Глаза его сияют. Того и жди, вот-вот рванёт со старта!» Увлечённые событиями легкоатлетического праздника, Рахилло и художник не заметили наступления сумерек. Писатель отмечал, что в этот день они оба устали так, «будто действительно принимали участие в беге». Много лет спустя, увидев на вернисаже картину «Эстафета», Рахилло вспомнил день праздника. Он заметил, что не всё в картине соответствовало реальным событиям: «и облака, и флаги, и бегуны, всё несколько иное, художник по-своему построил и композицию картины». Однако Дейнека сумел удержать в памяти живые образы участников соревнования, в том числе паренька с короткими ногами, опередившего на дистанции соперников. Отметил на полотне писатель и автопортрет самого Дейнеки: «На картине, в толпе, я узнал и самого Дейнеку, каким он был в те годы — молодым, загорелым, подстриженным „под бокс“, в расстёгнутой спортивной рубашке, с подтянутым животом. Стоит задумчивым неулыбой».
Дейнека сделал много набросков, но мысль написать большое полотно пришла к нему не сразу. Художник отмечал впоследствии, что работал над картиной «с особым удовольствием». Он писал о своём полотне: «Это событие связано с Москвой. И впервые для меня тема спорта решена среди архитектуры Москвы. Это вполне конкретное место — Садовое кольцо, около улицы Чайковского. Писал я эту картину в 1947 году. За эти годы Москва так сильно изменилась! Появились высотные здания, новые дома. И моя картина стала в какой-то степени исторической».
Первый забег Легкоатлетической эстафеты по Садовому кольцу организовала 2 мая 1922 года Главная школа физического образования трудящихся, но после 1924 года её организаторы переехали в Ленинград. В 1927 году эстафету возродили газета «Вечерняя Москва» и её репортёр Герман Колодный. Он не только убедил главного редактора возобновить эстафету, но и на свои деньги приобрёл в антикварном магазине серебряный ларец с инкрустацией, ставший переходящим призом. Состязания проводились ежегодно. Маршрут, длина дистанции и количество участников различались. Забеги проводились и в 1930-е годы. Встречается утверждение, что они были возобновлены после Великой Отечественной войны. Существуют публикации, утверждающие, что эстафета проводилась даже в годы войны.
В 1947 году главным судьёй Легкоатлетической эстафеты по Садовому кольцу был генерал-полковник авиации Михаил Громов. Успешней всех выступили представители спортивного общества «Динамо», среди которых были чемпион Европы Николай Каракулов и двукратная чемпионка Европы Евгения Сеченова, а также чемпионка СССР по легкоатлетическим дисциплинам и обладательница Кубка СССР по хоккею с мячом Александра Чудина.
В коллекции Курской картинной галереи находятся рисунки к картине «Эстафета по кольцу „Б“»: «Бегунья» (1947, бумага, карандаш, 31,3 × 20 см, инвентарный номер Г-2795) и «Бегунья с эстафетной палочкой» (1947, карандаш, 31,2 × 24,4 см, инвентарный номер Г-3568). Эскиз к картине (1947, бумага, акварель, 55 × 56 см) находится в собрании Томского областного художественного музея. В своей диссертации на соискание учёной степени кандидата искусствоведения В. П. Сысоев писал, что наряду с натурными зарисовками Дейнека при создании картины «Эстафета по кольцу „Б“» прибегал к возможностям кинематографа и фотоискусства. Десятки фотографий, запечатлевших различные эпизоды состязания, использовались художником для изучения техники и пластической конструкции бега, позволили фиксировать позы, жесты, движения бегунов, длящиеся считанные секунды. Для этого Дейнека использовал также хронику в киножурнале «Новости дня».

### Картина в собрании Третьяковской галереи и на выставках

Картина Дейнеки на выставке «Век спорта. К 100-летию московского спорта» в Новой Третьяковке, сентябрь 2023 — март 2024

Картина «Эстафета по кольцу „Б“» создана в 1947 году. В августе того же года Александр Дейнека становится действительным членом Академии художеств СССР. Техника исполнения картины — масляная живопись по холсту. Её размер — 199 × 299 см (это самая крупная работа Дейнеки на тему спорта в собрании Третьяковской галереи) Справа внизу лицевой стороны холста стоят подпись и дата: «А. Дейнека 47 г.». Картина входит в коллекцию Государственной Третьяковской галереи. Инвентарный номер — 27900. Картина поступила в собрание музея в 1948 году, когда была приобретена у самого автора. Народный художник РСФСР, действительный член Российской академии художеств Анатолий Зыков, посетивший в 1948 году Третьяковскую галерею ещё студентом, писал, что ему «в память врезалась» «Испания» Михаила Врубеля и «Эстафета по кольцу „Б“» Дейнеки. С 2019 года картина «Эстафета» представлена в постоянной экспозиции Государственной Третьяковской галереи.
Картина была неоднократно представлена на выставках: на Всесоюзной художественной выставке в 1947 году в Москве, в 1949—1950 годах на выставках в Берлине, Дрездене и Будапеште, на персональной выставке Дейнеки в 1957 году, прошедшей в Москве и Ленинграде; на Всемирной выставке 1958 года в Брюсселе (художник представил здесь также панно советского павильона «За мир» и картины «Оборона Петрограда» (1928), «Окраина Москвы. 1941 год» (1941), за которые он был награждён золотой медалью выставки); на Всесоюзной выставке 1958 года в Москве, на выставке 1959 года в Лондоне, на 7-й Биеннале 1963 года в Сан-Паулу, на выставке 1965 года в Гаване, на персональной выставке художника в 1966—1967 годах в Курске, Киеве и Риге; на выставке 1968 года в Мехико; на персональных выставках 1969 года в Будапеште и 1969—1970 годов в Москве и Ленинграде; на Всесоюзной 1971 года в Москве; на выставке в Центральном выставочном зале 1978 года в Москве, на выставке в Третьяковской галерее в 1980 году, на персональной выставке 1980 года в Москве и Ленинграде; на Всесоюзной выставке 1980 года в Москве, на выставке 1981—1982 годов в Коломне, на выставке «50 лет МОСХ» в 1982 году в Москве, на Всесоюзной художественной выставке 1982 года в Москве, на выставках в Москве 1984, 1985, 1986—1987 годов; на персональной 1990 года в Москве, на выставке 1993—1994 годов в Нью-Йорке, на выставках «Берлин—Москва» 1995—1996 годов и «Москва—Берлин» 1996 года; на выставке 2002 года в Центральном доме художников, на выставке 2002 года в Москве, на выставке 2003—2004 годов во Франкфурте-на-Майне. Картина «Эстафета» стала центральной на выставке «Век спорта. К 100-летию московского спорта» в Новой Третьяковке, проходящей с 14 сентября 2023 по 17 марта 2024 года.
Кисти Александра Дейнеки принадлежит ещё одна картина под названием «Эстафета», созданная около 1950 года и находящаяся в собрании частного коллекционера. Техника — масляная живопись по холсту. Её размер — 199 × 299 см.

## Картина в оценке искусствоведов, культурологов и зрителей

### В советском искусствоведении

Замена временной последовательности на пространственную на картине «Эстафета»

Кандидат искусствоведения, ведущий научный сотрудник Отдела новейших течений Русского музея Лев Мочалов писал, что Дейнека пытался передать в картине «Эстафета» движение так, «чтобы оно не создавало впечатления остановившегося фотографического кадра, случайного момента жизни», и сумел мастерски решить эту задачу. Он разложил движение на составные элементы, «заменяя временну́ю последовательность пространственной»: правая пара бегущих находится друг от друга на некотором расстоянии, средняя — в момент передачи эстафетной палочки, а бегун в левой части уже взял её из рук подбежавшей девушки и устремился вперёд. Чтобы зритель воспринимал эти отдельные действия как единое движение, Александр Дейнека не наделил персонажей картины индивидуальными чертами, а дал «вариации одного и того же типа». Эмоционального эффекта полотна он достиг благодаря «обострённо переданному настроению всей картины». Дейнеку интересовали «не характеры в смысле внутреннего душевного склада, психологии героев, а характерность, проявляющаяся прежде всего в движении, позе, повадке, то есть качествах, опять-таки воспринимающихся сразу». Когда человек находится в состоянии движения, то глаз улавливает только очертания его фигуры. Лев Мочалов писал, что даже лицо воспринимается в таком случае в общих чертах. Ещё труднее проникнуть во внутренний мир человека. Искусствовед делал вывод: «логика самой жизни диктует и логику художественного образа, оправдывает условности изобразительного языка художника».
Лев Мочалов отмечал в связи с анализом картины «Эстафета», что живопись Дейнеки выражает его восприятие окружающего мира. Художник не передаёт тонких цветовых нюансов и не использует «возможностей живописи для характеристики фактуры разных материалов», но «остро чувствует общий декоративный строй картины и прежде всего ритмическое чередование цветов». Искусствовед писал, что не следует вычленять из полотна отдельные фрагменты, так как живопись Александра Дейнеки основана на декоративном сопоставлении больших цветовых поверхностей. Как слово, извлечённое из стихотворения, потеряет «энергию стихотворного ритма», так и отдельные фрагменты картины Дейнеки, по словам Мочалова, потеряют «своё напряжение».
В своей небольшой брошюре «Александр Александрович Дейнека» (1964) советский искусствовед Мария Яблонская характеризует картину «Эстафета по кольцу „Б“» как пронизанную солнцем и движением и вспоминает в связи с ней более раннюю картину художника «Раздолье», утверждая, что её содержанием является «предшествующий этап этой мирной эстафеты». Художник-плакатист и литератор Нина Ватолина сравнивала изображённую художником улицу с широкой рекой, а дома вокруг неё с берегами. Три группы фигур, по её мнению, подобны трём танцующим парам.
Академик Российской академии художеств, кандидат искусствоведения Владимир Сысоев отмечал, что в 1930-е годы Дейнека неоднократно брался за изображение массовых легкоатлетических кроссов, но он представлял их в своих произведениях вне конкретной обстановки, как «самоценный пластический мотив, развёрнутый в условном пространстве». Только со временем Дейнека начал вводить в свои картины элементы пейзажной среды, но изображённые «в той же синтетически острой манере, что и обобщённые фигуры бегущих спортсменов». В картине «Раздолье», созданной в 1944 году, по мнению Сысоева, художник уже почти настолько же конкретен в пейзаже, что и в «Эстафете по кольцу „Б“».
Владимир Сысоев считал, что Дейнека в обращении с жизненным материалом для своей картины руководствовался не житейским правдоподобием, а правдой художественного образа. Поэтому автор с целью ясного композиционного построения несколько видоизменил реальный облик городской среды: раздвинул пространство улицы, внёс в архитектуру отдельных зданий «торжественную представительность», что лучше согласуется с атмосферой спортивного праздника. Исследователь отмечал, что недостатки, на которые художественные критики обращали внимание после знакомства с картиной (среди таковых были традиционность и повествовательность, связанные с детальной прорисовкой элементов сюжета и окружающей среды), с течением времени отходят на второй план в сравнении с жизненной и художественной ценностью картины.
Сысоев видел типологическую связь между героями картины «Эстафета по кольцу „Б“» и персонажами полотен «В обеденный перерыв в Донбассе» (1935), «Бегунья» (1936), «Раздолье» (1944). Черты сходства он находил в конструкции и пластике фигур. Дейнека трансформировал удачно найденные пластические формулы и композиционные схемы, органично приспосабливал их «к воплощению изменившегося содержания эпохи». По сравнению с ранними полотнами, фигуры «Эстафеты по кольцу „Б“» более объёмны и материальны, светотеневая лепка формы превалирует в них над силуэтом. Дейнека выбрал стартовую фазу движения бегунов, что соответствовало именно такой манере изображения фигур. Движение легкоатлетов происходит из глубины городского пространства и проходит в умеренном, с точки зрения зрителя, темпе. Тем не менее картина убедительно передаёт «биение светлых здоровых сил жизни», изображает гармоничного человека, эстетические и нравственные начала, заложенные в его духовном и физическом облике. Следующие за «Эстафетой по кольцу „Б“» картины Дейнеки, по мнению Сысоева, утрачивают жанровую определённость, несут в себе «противоречивую комбинацию признаков монументально-декоративной стилистики и откровенно станковой специфики».

### В современном российском искусствоведении
Кандидат педагогических наук, доцент кафедры психолого-педагогического образования Костромского государственного университета имени Н. А. Некрасова Елена Карпова отмечала, что в картине «броскость цветовых отношений, широкий свет, живые подвижные тени на асфальте, трепещущие блики создают радостное чувство», а «нежные оттенки цвета пронизаны энергией движения». По её мнению, соединение в картине больших пространственных планов было связано с желанием художника показать богатство внутреннего мира героев.
Старший преподаватель Курского государственного университета Елена Ерохина писала в статье «Графические приёмы изображения фигуры человека в произведениях А. А. Дейнеки, посвящённых спорту» (2019), что в картине «Эстафета» Дейнека обращает внимание зрителя на панораму спортивного праздника. Он изобразил самого себя в массе людей, наблюдающей за соревнованием. Лицо персонажа сосредоточенно, «он внимательно и возбуждённо вглядывается в перспективу Родины — в судьбу молодого поколения». Исследователь отмечала эффектность цветового решения, в котором «глубокие цвета, трепещущие блики создают положительное ощущение». Она увидела на полотне «энергию движения» и отметила, что «нежные оттенки городского пейзажа органично связаны с состоянием спортсменов».
Директор музея «Народ и вера в СССР» при кафедре церковной истории Московской духовной академии и храме преподобного Сергия Радонежского в Крапивниках Ксения Толоконникова считала картину «Эстафета» достаточно традиционной в творчестве Александра Дейнеки. Автор, с её точки зрения, пожертвовал динамичностью с целью более тщательно проработать объёмы, но полотно «столь же щедро источает флюиды оптимизма, как и более ранние спортивные работы художника». По мнению научного сотрудника Отдела живописи первой половины XX века Третьяковской галереи Елены Воронович, из-за обилия тщательно прописанных деталей в картине «Эстафета по кольцу „Б“» теряется сила образов, а стилистика социалистического реализма размывает индивидуальный творческий почерк художника.
Профессор Евгений Шорохов сравнивал картины художника «Раздолье» и «Эстафета». Ощущение динамичности композиции, по его мнению, в обоих полотнах создаётся с помощью демонстрации каждой фигуры в определённой фазе движения. Ритмичное чередование различных его фаз создаёт иллюзию смены одного движения другим. Этот ритм даёт ощущение реальности движения в картине. Ритм в картине «Раздолье» отличается сложной структурой. Движение спортсменок начинается внизу, оно продолжается от реки вверх на высокий берег, первоначально при этом девушки бегут прямо на зрителя, а затем — параллельно плоскости картины. В «Эстафете» же движение осуществляется по диагонали. Это усиливает его динамичность.
Руководитель Сектора изоматериалов в Отделе редких книг и рукописей Московского государственного университета Елена Зименко в статье «„Глядя из Лондона“: выставка русской и советской живописи глазами англичан» из первого тома сборника «Другой в литературе и культуре» писала, что британские посетители выставки признавали бесспорное мастерство Александра Дейнеки, но приходили в недоумение, как могли быть написаны одним художником «Оборона Петрограда» — с их точки зрения, по-настоящему великая картина — и «Эстафета» — «вульгарное общее место». Зрители делали вывод: «Вы убили Дейнеку!» (такая фраза оказалась в книге отзывов выставки). «Художник смирился с идеологическими установками», его творчество оказалось деформировано ими. По мнению Зименко, обнаружить эту деформацию лондонцам было не сложно: картины в экспозиции были расположены рядом (в каталоге № 97 и 98). Краски более ранней картины бедны, люди в композиции «сомкнуты в монолит», внимание художника нацелено на создание единого ритма и чеканных форм. «Эстафета» же натуралистична и «изображает торжество здоровой плоти: мощные, крепкие, румяные физкультурники передают эстафету на фоне по-летнему яркой и праздничной Москвы».
Кандидат искусствоведения Пётр Черёмушкин в книге «Дейнека. Романтик соцреализма» (2021) отмечал, что картина является ярким показателем того, как художник постепенно изменяет своему фирменному стилю, который подвергался критике за формализм. С точки зрения автора книги, Дейнека пытался приблизиться к стилистике фильма Ивана Пырьева «Кубанские казаки», которая довлела над советским искусством конца 1940-х — 1950-х годов. Он отмечал, следуя за Владимиром Сысоевым, что многие художественные критики находили в картине «Эстафета» целый ряд недостатков, среди которых: традиционность, повествовательность, избыточно детальная прорисовка отдельных элементов, как сюжета, так и окружающей среды. Черёмушкин был согласен с Сысоевым, что эти проблемы со временем отошли на уровень фона, а в центре внимания зрителей оказались «жизненная и художественная ценность», а также оптимизм полотна.
Черёмушкин также обращал внимание, что на репродукции с картины крайне сложно понять, в каком конкретно месте происходит забег. Только при близком рассмотрении самой картины можно установить, что местом действия является Новый Арбат, «а точнее тоннель под ним». Новоарбатский тоннель, однако, был прорублен только в 1950-е годы, то есть уже после создания картины. Движение идёт от Министерства иностранных дел СССР (строилось в 1948—1953 годах) и станции метро «Смоленская» (открыта в 1953 году). Среди изображённых на полотне зданий можно опознать жилой дом Военно-морского флота, украшенный башенками и колоннами, а также утраченное ныне здание, снесённое при формировании проспекта Калинина. С противоположной стороны заметно здание доходного дома князя Сергея Щербакова, построенное в 1912 году.

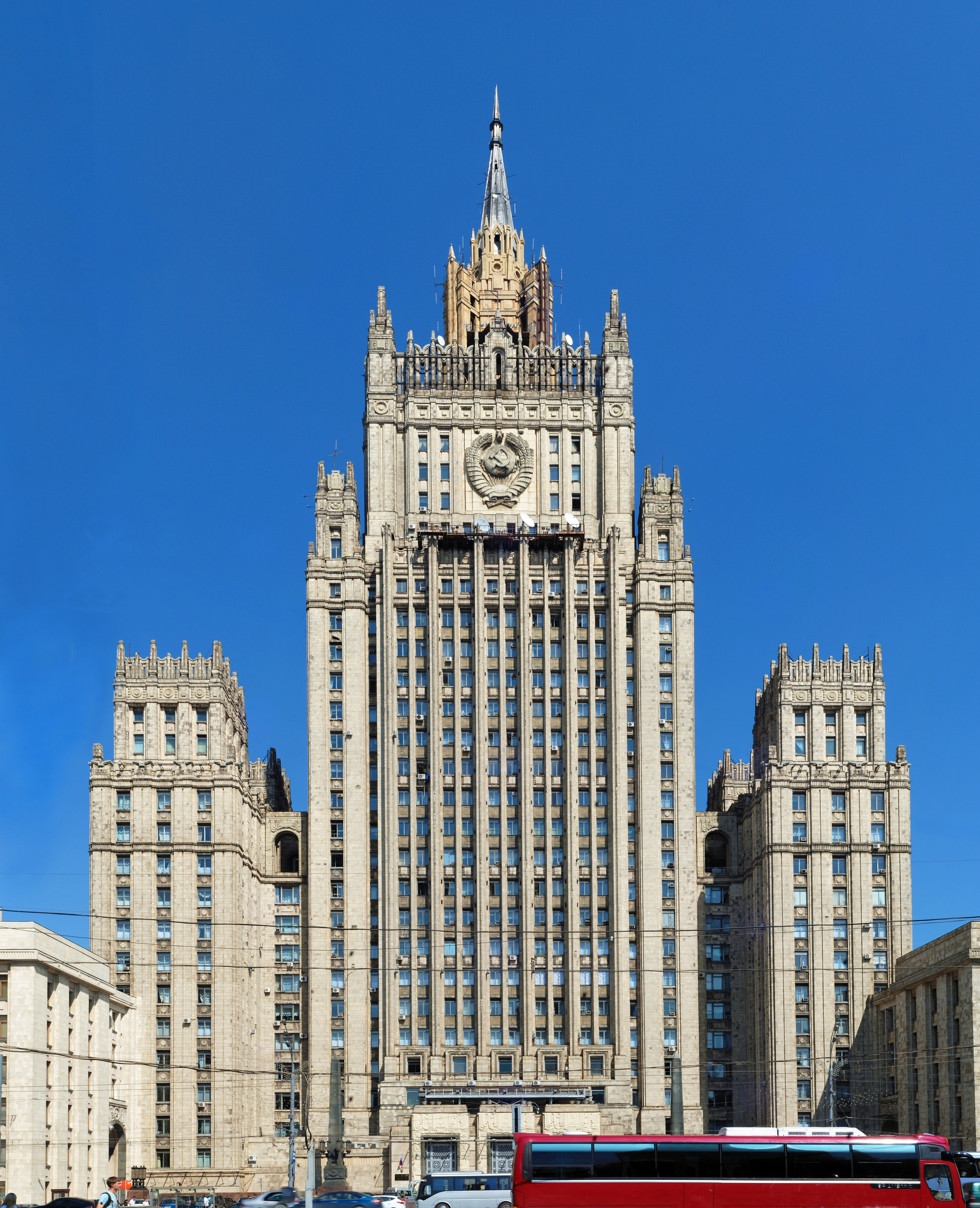
Здание Министерства иностранных дел СССР
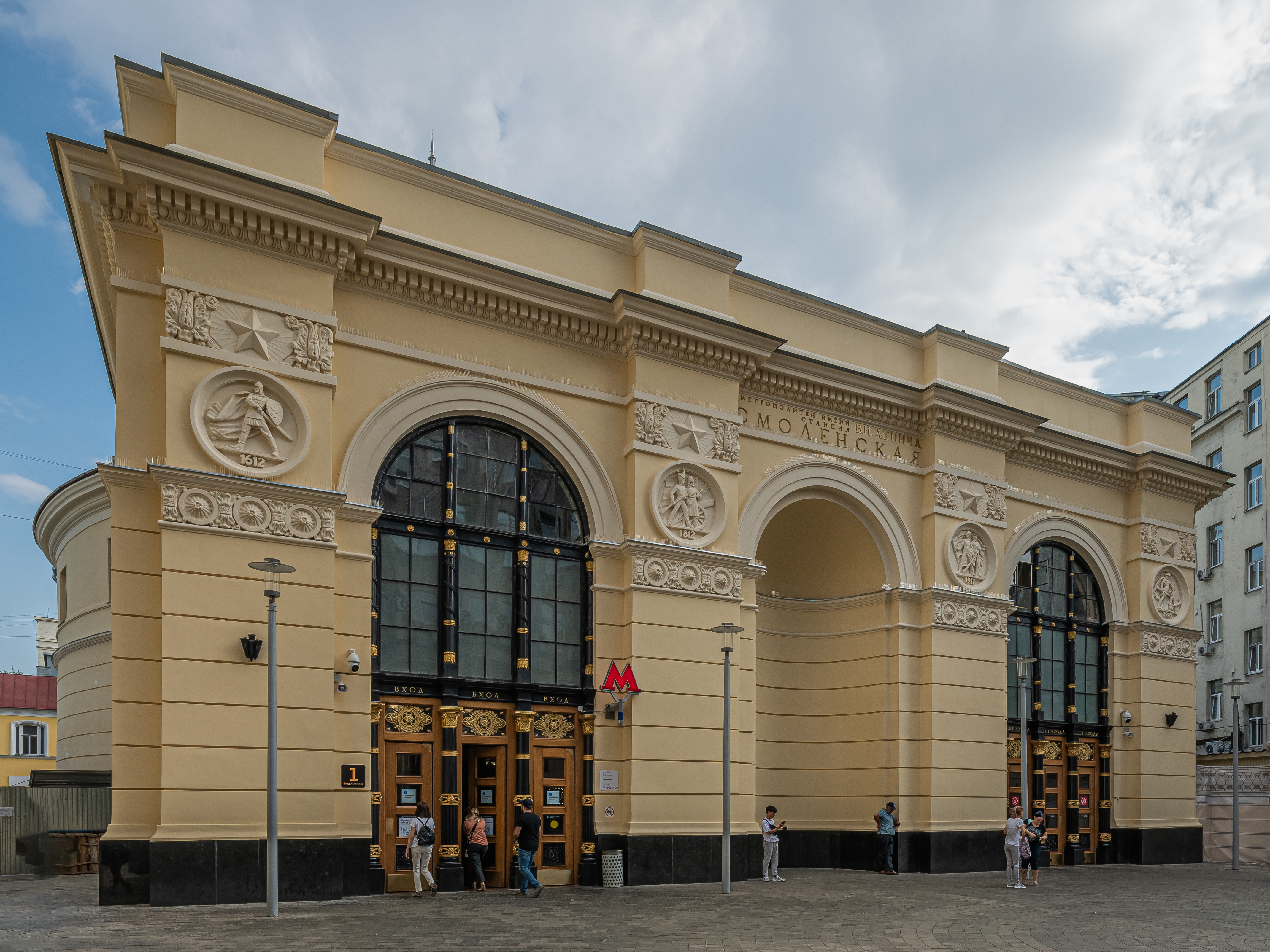
Здание станции метро «Смоленская»
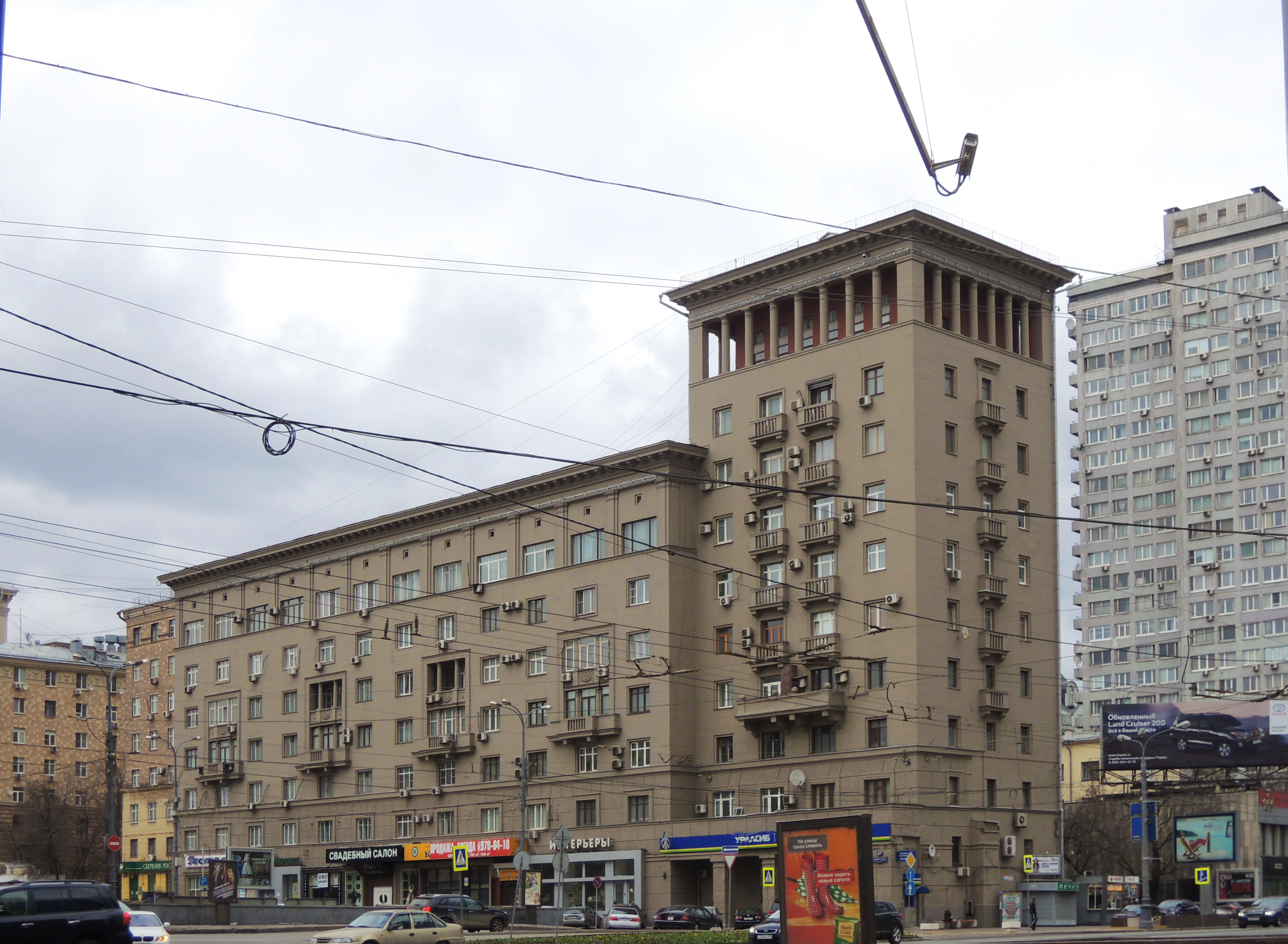
Дом 12 на Новинском бульваре в Москве, изображённый на картине Александра Дейнеки, — жилой дом Военно-морского флота (1937—1939, архитекторы Лев Талалай и Андрей Дзержкович)
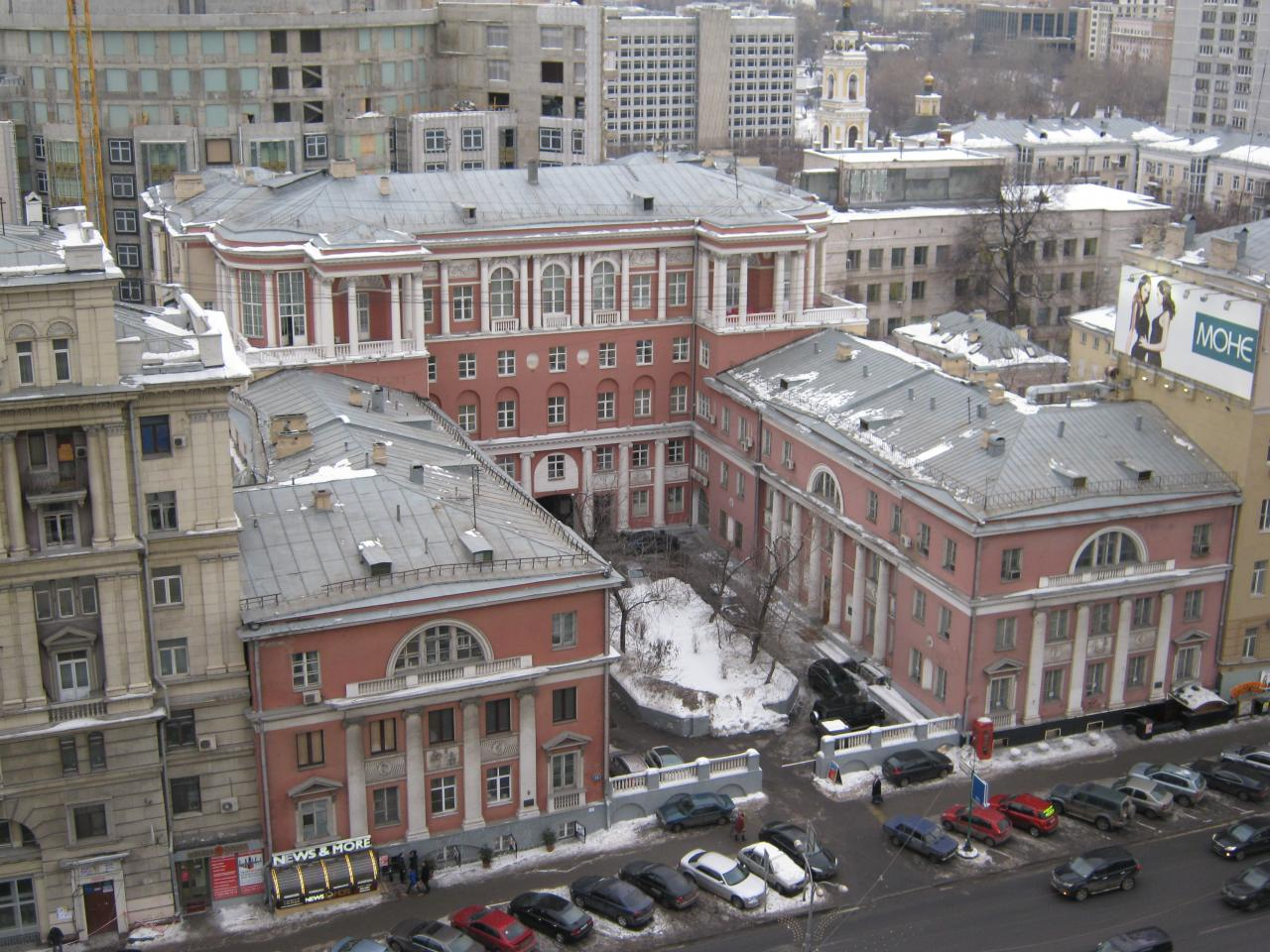
Доходный дом князя Сергея Щербатова, архитектор Александр Таманян, 1911—1913 годы

### В зарубежном искусствоведении
Доктор философии, в то время профессор современного искусства в Школе искусств Уинчестера при Саутгемптонском университете и в Институте искусств Курто Майк О’Махоуни в книге «Спорт в СССР. Физическая культура — визуальная культура» (2010) писал, что «Эстафета по кольцу „Б“» написана на холсте тех же размеров, что и полотно Дейнеки «Раздолье», созданное в 1944 году. «Эстафета», однако, переносит забег из сельской местности (как в «Раздолье») в Москву. В отличие от «Раздолья» «Эстафета по кольцу „Б“» показывает состязание, а не массовое спортивное мероприятие. В «Раздолье» же именно последнее стало символом мощи Советского Союза, в «Эстафете» художник, напротив, подчёркивает немногочисленность спортсменов: их всего три пары. В отличие от «Раздолья» здесь изображены и юноши. Им передают эстафетную палочку девушки. В контексте того времени, по мнению О’Махоуни, это может рассматриваться как возвращение мужчинами себе тех профессий и социальных ролей, которые на время войны отошли к женщинам. Тот факт, что художник запечатлел себя на картине «Эстафета по кольцу „Б“», британский искусствовед объясняет как передачу символической эстафетной палочки — от старшего поколения к младшему.
В изображении эстафеты Дейнека подчеркнул связь между физкультурой и послевоенным восстановлением страны. Юноши-спортсмены, по мнению О’Махоуни, «спроецированы на здания», изображённые на полотне, — удалённость каждого из них точно соответствует месту того или иного бегуна в эстафете, то есть «спортивные успехи и архитектурные достижения сливаются воедино». Британский искусствовед писал, что «Эстафета по кольцу „Б“» укрепила репутацию Александра Дейнеки как одного из ведущих советских живописцев — интерпретаторов темы спорта во второй половине 1940-х годов.

## Картина в культуре
Доктор педагогических наук Светлана Аранова предлагает младшим школьникам работу по картине Александра Дейнеки «Эстафета» в учебнике «Изобразительное искусство» для 1 класса. Доктор филологических наук Владимир Лопатин и его супруга Людмила Лопатина использовали чёрно-белую репродукцию полотна в изданном в 2007 году «Иллюстрированном толковом словаре современного русского языка» для пояснения значений слова «Перегнать». Советский, а затем британский историк искусства Игорь Голомшток в книге «Тоталитарное искусство» (1994) опубликовал для самостоятельного сопоставления читателем подборку чёрно-белых репродукций произведений изобразительного искусства и архитектуры Италии, Германии и СССР 1920-х — 1950-х годов. Недатированная картина неизвестного итальянского художника, удостоенная премии города Кремона и изображающая отдых спортсменов после соревнования (№ 93), размещена напротив «Эстафеты по кольцу „Б“» (№ 94 в списке иллюстраций).
Картина «Эстафета по кольцу „Б“» в разные годы была представлена на советских почтовых открытках. Одна такая открытка (чёрно-белая) была опубликована в 1948 году. На обороте был текст: «Всесоюзная художественная выставка 1947 г. художник А. А. Дейнека „Эстафета“». Здесь же присутствовала разметка для заполнения. В 1978 году полотно было репродуцировано на цветной открытке, один из экземпляров которой находится в коллекции Государственного музея спорта. Авторы аннотации в интернет-каталоге Министерства культуры Российской Федерации особо отмечают, что на картине и соответственно на открытке изображена передача смешанной эстафеты по бегу (вместе бегут мужчины и женщины). На обороте открытки текст: «А. А. Дейнека (1899—1969). Эстафета по кольцу „Б“, 1947, холст, масло. 198 × 297. Государственная Третьяковская галерея». Часть этого текста продублирована ещё на двух языках. В 2018 году ещё одна открытка вышла в серии «Москва в произведениях живописи и графики». Почтовая карточка была цветная, маркированная и односторонняя.